# 魔界探偵 冥王星O
『魔界探偵 冥王星O』（まかいたんてい めいおうせいオー）は、越前魔太郎による日本の小説シリーズ。電撃文庫と講談社ノベルスとの共同企画で、複数の作家が越前魔太郎のペンネームを用いて執筆したシェアード・ワールド作品。世界観の多くは舞城王太郎のスリップストリーム系SFミステリ作品と共通している。

## 物語
人間には知られていないが、人間を遥かに凌駕する力を持ち人間を虫けらのように扱う「奴ら」がいる世界。その中で不死身と呼ばれる謎の探偵「冥王星O」と、「奴ら」と出逢ってしまった者たちの物語。

## 登場人物
冥王星O（めいおうせいおー）
「奴ら」と人間との間を繋ぎ、不可解な事件を解決する探偵。人間と「奴ら」両方の依頼を受けるため、人間に敵対する行動をとることもある。人間であり特異な能力を持たないが、その正体・性格等は作品により大幅に異なる。
【窓をつくる男】（まどをつくるおとこ）
冥王星Oの上司にあたる「奴ら」で、冥王星Oに任務を与える。仮面を被っており、チョークで四角を書く事により空間移動が可能な窓を作成する能力を持つ。「奴ら」の中でも急速に勢力を伸ばしてきた人物であり、ビルに覆い隠された洋館を住居兼オフィスとし、【顔のない女】とともに暮らしている。
【顔のない女】（かおのないおんな）
【窓をつくる男】とともに暮らしている、顔を覆い隠した女性。顔は「奴ら」に奪われたが、その代わりに聴覚が異常発達しており、遠くの音を聞き分けることができる。
【過去を弄ぶ女】（かこをもてあそぶおんな）
【窓をつくる男】の知人で、記憶を操作する能力を持つ。
ヴァイオリンの少女（う"ぁいおりんのしょうじょ）
人体を「奴ら」に加工され楽器となった【人間楽器】の一つで、その音色は聴いた者を魅了する。
越前魔太郎（えちぜんまたろう）
冥王星Oシリーズの作者である。舞城王太郎の「NECK」にも登場するが、魔界探偵 冥王星Oシリーズに登場する越前魔太郎は事象を観測して書き表すことで平行世界を生成する存在として描かれている。
御家聡明
「ウォーキングのW」の主人公の少年。人間だが【窓をつくる男】に育てられた。
ワル
御家の小学生時代の友人。悪いことをするからワルと呼ばれている。御家と椎野を誘って落下した隕石を見に行く。
椎野（しいの）
御家の小学生時代の友人。身体が弱く、車椅子に乗っている。
【空を歩く男】（そらをあるくおとこ）
空を歩く能力を持つ。
【醜悪な臓物】（しゅうあくなぞうもつ）
身体を変化させての移動・攻撃が出来る。見た目は完全に異形だが、「奴ら」に改造された元人間である。
【右手を隠す男】（みぎてをかくすおとこ）
右手が意のままに操れる殺人アリの塊となっており、それを使って攻撃する。【MAMA】の部下。
【MAMA】（ママ）
「奴ら」の中でも強い権力を持つ存在。他人を虜にする匂いを操る。
ヤマト
人間であるが、無関係な人間をためらいなく殺せる凶悪な人物。ある目的のために「奴ら」に近づく。「ノア」という概念に盲目的な愛情を注いでいる。
【玩具職人】
「奴ら」のための玩具を作る「奴ら」。見た目は少女で人間に近い価値観を持つ。「奴ら」の中でも地位が低い。
【玩具マスター】
「玩具職人」の姉。「玩具職人」と同じような能力を持つ。
日野遼一（ひのりょういち）
「ペインのP」の主人公の高校生。小金井姉妹の助手となる。
小金井今宵（こがねいこよい）
人形師【ゼペット】により視覚味覚嗅覚そして痛覚を奪われた人間の少女。姉の明日葉と共に「金星堂」という屋敷で暮らしている。ぬいぐるみに相手を封じ込める能力を持つ。
小金井明日葉（こがねいあすは）
今宵の姉でアグレッシブな性格の女性。巨乳で常にライダースーツを着ている。あらゆる対象に痛覚を与える爪を出す能力を持つ。絶対的な人間の味方であり、冥王星Oとは敵対関係にある。
【脂を絞る男】（あぶらをしぼるおとこ）
肥った少女を選び、町から連れ出して「奴ら」に捕食させる「奴ら」。
【正常なる男】（せいじょうなるおとこ）
人間に憑依してその身体を乗っ取る「奴ら」。
ヘンリー・ヴァレンタイン
宇宙ステーション「∞（ウロボロス）」からの帰還後、自身の肉体を食べるようになった宇宙飛行士。
該円堂杭子（がいえんどうくいこ）
冥王星Oが保護する吸血鬼の一人娘。
池上禎子（いけがみさだこ）
警察官。対人狼用兵器「ゲル号」を用いて「奴ら」との戦闘を指揮している。
【死体人形師】（したいにんぎょうし）
「ぐるぐるドンドコしょ」という呪文で【死体人形】を生成する能力を持つ。「奴ら」の有力な五族に仕えている。

## 既刊一覧
- 魔界探偵 冥王星O ヴァイオリンのV （講談社ノベルス）イラスト：redjuice ISBN 978-4-06-182711-0
- 魔界探偵 冥王星O ウォーキングのW （電撃文庫）イラスト：ブリキ ISBN 978-4-04-868454-5
- 魔界探偵 冥王星O ホーマーのH （講談社ノベルス）イラスト：redjuice  ISBN 978-4-06-182719-6
- 魔界探偵 冥王星O フィータスのF （『電撃文庫MAGAZINE Vol.14』掲載）
- 魔界探偵 冥王星O ペインのP （メディアワークス文庫）イラスト：KeG ISBN 978-4-04-868659-4
- 魔界探偵 冥王星O ジャンクションのJ （講談社ノベルス） イラスト：redjuice  ISBN 978-4-06-182732-5
- 魔界探偵 冥王星O トイボックスのT （メディアワークス文庫）イラスト：鉄雄 ISBN 978-4-04-868729-4
- 魔界探偵 冥王星O デッドドールのダブルD （講談社ノベルス）イラスト：redjuice （著：舞城王太郎、原作：越前魔太郎） ISBN 978-4-06-182743-1

## 漫画
魔界探偵 冥王星O ヴァイオリンのV
原作：越前魔太郎、作画:綾川武
マガジンイーノ2010年12月12日発売の2011年1月号より連載されたが、2011年6月22日発売の2011年7月号での同誌の休刊にともない連載終了。コミックスにはなっていない。